# 黄亘
黄亘（6世纪—609年6月27日），隋朝人物，隋炀帝大业时名匠。

## 生平
黄亘不知是什么地方的人，和他弟弟黄衮，都是灵巧心思超过一般人。隋炀帝经常让他们兄弟当值少府将作。当时改换创制很多事务，黄亘、黄衮经常参与其事。凡有营建，何稠先让黄亘、黄衮定立图样，当时工匠都称赞他们的设计，没有人能修改。黄亘官至朝散大夫。大业五年（609年）五月，炀帝到浩亹川，因御马过桥时桥坏了，黄亘及督役者九人被斩。

## 弟弟
黄衮，官至散骑侍郎，隋炀帝时曾为观文殿建造承饰。